# Ministère des Enseignements secondaires (Cameroun)
 (mai 2024).
La mise en forme du texte ne suit pas les recommandations de Wikipédia : il faut le « wikifier ».
Les points d'amélioration suivants sont les cas les plus fréquents :
- Les titres sont pré-formatés par le logiciel. Ils ne sont ni en capitales, ni en gras.
- Le texte ne doit pas être écrit en capitales (les noms de famille non plus), ni en gras, ni en italique, ni en « petit »…
- Le gras n'est utilisé que pour surligner le titre de l'article dans l'introduction, une seule fois.
- L'italique est rarement utilisé : mots en langue étrangère, titres d'œuvres, noms de bateaux, etc.
- Les citations ne sont pas en italique mais en corps de texte normal. Elles sont entourées par des guillemets français : « et ».
- Les listes à puces sont à éviter, des paragraphes rédigés étant largement préférés. Les tableaux sont à réserver à la présentation de données structurées (résultats, etc.).
- Les appels de note de bas de page (petits chiffres en exposant, introduits par l'outil «  Source ») sont à placer entre la fin de phrase et le point final[comme ça].
- Les liens internes (vers d'autres articles de Wikipédia) sont à choisir avec parcimonie. Créez des liens vers des articles approfondissant le sujet. Les termes génériques sans rapport avec le sujet sont à éviter, ainsi que les répétitions de liens vers un même terme.
- Les liens externes sont à placer uniquement dans une section « Liens externes », à la fin de l'article. Ces liens sont à choisir avec parcimonie suivant les règles définies. Si un lien sert de source à l'article, son insertion dans le texte est à faire par les notes de bas de page.
- La présentation des références doit suivre les conventions bibliographiques. Il est recommandé d'utiliser les modèles {{Ouvrage}}, {{Chapitre}}, {{Article}}, {{Lien web}} et/ou {{Bibliographie}}. Le mode d'édition visuel peut mettre en forme automatiquement les références.
- Insérer une infobox (cadre d'informations à droite) n'est pas obligatoire pour parachever la mise en page.

Pour une aide détaillée, merci de consulter Aide:Wikification.
Si vous pensez que ces points ont été résolus, vous pouvez retirer ce bandeau et améliorer la mise en forme d'un autre article.
Le Ministère des enseignements secondaires (en anglais,Ministry of Secondary Education) est une institution camerounaise. Il est placé sous l'autorité d'un ministre. Il est responsable de l'élaboration et de la mise en œuvre de la politique du gouvernement en matière d’enseignement secondaire et d’enseignement normal.

## Historique
Les grandes dates:
- 1967:  lancement de la réforme de l’éducation qui vise essentiellement à doter le Cameroun indépendants d’enseignants nationaux bien formés. L’Etat consacre alors 20 % de son budget à l’éducation ;

- 1975 : réforme scolaire pour briser la courbe des abandons qui atteignent les 50 % ;

- 1975 : unification du calendrier scolaire sur toute l’étendue de république. De décembre à juin ;

- 1977-1980 : lancement de la nouvelle éthique, réforme éducative qui débouche, entre autres mesures, sur l’effectivité du bilinguisme, la camerounisation des livres scolaires, la définition du statut de l’enseignant et l’introduction de la colle aux examens pour les candidats ayant obtenu une moyenne inférieure à 5/20 ou coupable de fraude ;

- 2000 : signature du décret 2000/39 portant statut particulier des fonctionnaires du corps de l’éducation nationale ;

- 2002-2004 : existence d’un ministère de l’enseignement technique et professionnel à côté du ministère de l’éducation nationale ;

- 2004 : création d’un ministère des enseignements secondaires et d’un ministère de l’éducation de base.

## Organisation
Le ministère des enseignements secondaires est placé sous l'autorité d'un ministre, composé d'un secrétariat particulier, de trois conseillers techniques, d'une inspection générale des services, d'une inspection générale des enseignements, d'une administration centrale, de services déconcentrés, d'etablissements scolaires, d'organismes consultatifs, en ce qui concerne ces types et niveau d'enseignement.

## Mission
Le ministère des enseignements secondaires est responsable de l'élaboration et de la mise en œuvre de la politique du gouvernement en matière d’enseignement secondaire et d’enseignement normal.
À ce titre, il est chargé:
- De l’organisation et du fonctionnement de l’enseignement secondaire et technique

- De l’organisation et du fonctionnement de l’enseignement normal

- De la conception des programmes d’études et de la recherche des méthodes de l’enseignement secondaire général et technique ainsi que du contrôle de leur mise en œuvre

- De la conception des programmes d’études et de la recherche des méthodes de l’enseignement normal ainsi que du contrôle de leur mise en œuvre, en relation avec le ministère chargé de l’éducation de base

- De la formation morale, civique et intellectuelle des élèves de l’enseignement secondaire générale et technique, en liaison avec le ministère chargé de la jeunesse et de l’éducation civique

- De l’élaboration et du suivi de la mise en œuvre de la carte scolaire de ce niveau d’enseignement

- De l’élaboration, de l’analyse et de la tenue des statistiques de ce niveau d’enseignement

- Du suivi et du contrôle de la gestion administrative et pédagogique des structures d’enseignement publiques et privées pour ce niveau d’enseignement

- De l’orientation et de la planification scolaire

- De la politique du livre pour ce niveau d’enseignement

- Du suivi des constructions des bâtiments et infrastructures scolaires de ce niveau d’enseignement

- De la gestion et de la formation continue des personnels enseignants de ce niveau d’enseignement sous réserve des attributions dévolues aux autres départements ministériels.

Il exerce la tutelle sure :
- L’office du baccalauréat du Cameroun (O.B.C)

- Le General certification of education board (G.C.E. Board)

## Liste des ministres depuis 2004
| N° | Périodes  | Noms et prénoms                   |
| -- | --------- | --------------------------------- |
| 1  | 2004-2015 | Louise Bapés Bapés                |
| 2  | 2015-2019 | Jean Ernest Massena Ngalle Bibehe |
| 3  | 2019-     | Pauline Nalova Lyonga             |